# Бек, Гленн
Гленн Ли Бек (англ. Glenn Lee Beck; род. 10 февраля 1964, Эверетт, Вашингтон, США) — американский консерватор, журналист, радио и телеведущий, политический комментатор, писатель, предприниматель. На данный момент является ведущим программы The Glenn Beck Program на радиостанции Premiere Radio Networks. Известен своими консервативными взглядами и резкой критикой в адрес президента США Барака Обамы.

## Биография
Гленн Бек родился в городе Эверетт (штат Вашингтон). Был воспитан в духе католицизма. Свою первую работу на радио он заполучил, победив в местном конкурсе, таким образом став диджеем на радиостанции своего города в возрасте 13 лет. После смерти матери, Бек, со своей старшей сестрой, переехал в другой город штата — Беллингхэм, где прошёл обучение в высшей школе Sehome High School, которую окончил в июне 1982.
В 18 лет переселился в город Прово (штат Юта), где некоторое время проработал на радиостанции KXRK, но спустя 6 месяцев, чувствуя себя «не в своей тарелке», Бек покинул это место, устроившись на радиостанцию WPGC города Вашингтон, столицы США.

## Карьера

### Радио
В 1983 г. Бек переехал в Корпус-Кристи, штат Техас, чтобы работать на радиостанции KZFM. В середине 1985 г. перешёл в качестве ведущего 4-часовой утреннего шоу «Капитан Бек и команда А» на радиостанции WRKA в Луисвилле, штат Кентукки. Бек имел репутацию «молодого, подающего надежды», само шоу не было политическим и включало в себя обычные элементы формата: детские шутки, розыгрыши и пародии. С новым ведущим станция опустилась на третье место, в 1987 г. Бек ушёл из-за конфликта с руководством WRKA.
Несколько месяцев спустя Бека наняла радиостанция из Финикса в формате Top-40 KOY-FM, тогда известная как Y-95. Бек был соведущим уроженца штата Тима Хаттрика, с которым вёл программу «Утренний зоопарк». Во время работы здесь Бек культивировал соперничество с местной поп-станцией KZZP и её ведущим утренних эфиров Брюсом Келли. Благодаря розыгрышам и рекламным трюкам Бек вызвал критику со стороны персонала Y-95, когда позвонил в прямом эфире жене Келли и высмеял её недавний выкидыш. В 1989 г. Бек перешёл на радиостанцию в Хьюстоне KRBE, известную как Power 104, откуда был уволен год спустя из-за плохих рейтингов.
Затем Бек переехал в Балтимор, штат Мэриленд, на ведущую городскую радиостанцию формата топ-40 WBSB, известную как B104. Там он стал работать вместе с утренним диджеем Пэтом Греем. Во время своего пребывания в B104 Бек был арестован и заключен в тюрьму за превышение скорости на своем DeLorean. После увольнения Грея и Бека они провели шесть месяцев в городе, планируя свой следующий шаг. В начале 1992 года они перешли на радиостанцию аналогичного формата WKCI-FM (KC101) в Нью-Хейвене, штат Коннектикут. В 1995 г. WKCI принесла извинения после того, как Бек и Грей оскорбили слушателя китайского происхождения комедийным отрывком со звуком гонга и высмеиванием китайского акцента исполнительным продюсером Альфом Гатино. Этот инцидент вызвал протесты групп активистов. Когда Грей покинул шоу из-за переезда в Солт-Лейк-Сити, Бек продолжил программу с новым соведущим Винни Пенном. В конце 1998 г. Беку сообщили, что к концу будущего года его контракт не будет продлён.
Программа Гленна Бека впервые вышла на радиостанции WFLA в Тампе, Флорида, в 2000 г. За год работы в сегменте дневного эфира станция поднялась с 18-го на 1-е место. В январе 2002 г. Premiere Radio Networks запустила шоу по всей стране на 47 станциях. Затем программа переехала в Филадельфию, штат Пенсильвания, и транслировалось с новой флагманской станции WPHT. 5 ноября 2007 года газета The New York Times сообщила, что Premiere Radio Networks продлевает контракт с Беком. К маю 2008 г. охват достиг более 280 радиостанций, а также спутниковом XM Satellite Radio. В общенациональном масштабе он занял 4-е место с более чем 6,5 млн слушателей. По состоянию на июль 2013 года Бек занимал четвёртое место в рейтинге после Раша Лимбо, Шона Хэннити и Дэйва Рэмси.

### Телевидение
В январе 2006 г. CNN Headline News объявил, что Бек будет вести ночное шоу с комментариями к новостям в своем новом блоке Headline Prime в прайм-тайм. Шоу, названное просто «Гленн Бек», транслировалось по будням. CNN Headline News назвал шоу «нетрадиционным взглядом на новости дня с его часто забавной точкой зрения». В конце своего пребывания на CNN Бек имел вторую по величине аудиторию после Нэнси Грейс. В 2008 году он получил премию Marconi Radio Award в номинации «Личность года в сети» Marconi Radio Award for Network Syndicated Personality of the Year.
В октябре 2008 года было объявлено, что Бек присоединится к каналу Fox News, покинув CNN. После перехода с января 2009 г. начала выходить программа «Гленн Бек», также в версии для выходных. У него также был регулярный выпуск по пятницам «At Your Beck and Call» в программе Фактор О'Райли. На май 2009 г. программа Бека привлекла больше зрителей, чем конкурирующих в этом временном интервале программы CNN, MSNBC и HLN вместе взятые.
Высокие рейтинги шоу Бека не обошлись без разногласий. Говард Курц из The Washington Post считал, что использование Беком «искаженной или подстрекательской риторики» усложнило усилия канала и его журналистов по нейтрализации критики Белого дома в отношении того, что Fox на самом деле не является новостной организацией. Телевизионный аналитик Эндрю Тиндалл заявил, что зажигательный стиль Бека создал «настоящий перекресток для Fox News», заявив, что «они находятся на пороге потери своего имиджа новостной организации».
В апреле 2011 г. Fox News и продюсерская компания Бека Mercury Radio Arts, объявили, что он «откажется от своей ежедневной программы» на Fox News в 2011 г.. Его последним днём выхода в эфир Fox позже было объявлено 30 июня. FNC и Бек объявили, что он объединится с Fox, чтобы создать список проектов для Fox News и его интернет-подразделений. Глава Fox News Роджер Айлз позже сослался на активизм и предприимчивость Бека, сказав: «Его [Бека] цели отличались от наших целей… Мне нужны люди, сосредоточенные на ежедневном телешоу». Бек вел свое последнее ежедневное шоу на канале Fox 30 июня 2011 года, когда он рассказал о достижениях шоу и сказал: «Это шоу стало движением. Это не телешоу, и поэтому ему больше не место на телевидении… Он принадлежит вашим домам. Он принадлежит вашим районам». В ответ на заявления, что он был уволен, Бек отметил, что его последнее шоу транслировалось в прямом эфире. Сразу после шоу он дал интервью своему новому интернет-телеканалу GBTV. Как отмечала в 2023 г. The New York Times, Бек наряду с Биллом О’Райли не смогли восстановить свое пиковое влияние после ухода с Fox.
12 сентября 2011 г. состоялась премьера двухчасового шоу на интернет-телеканале TheBlaze TV, первоначально называвшемся GBTV. Используя модель подписки, Бек за первый год работы должен был заработать от 27 до 40 млн долл. (при 300 тыс. подписчиков).

## Политические взгляды
Гленн Бек в своих высказываниях критикует социализм, антиглобализм, прогрессивизм, социал-либерализм, и Демократическую партию США, президента США Барака Обаму кандидатов в президенты Хиллари Клинтон, Берни Сандерса, систему здравоохранения Obamacare, и сторонников контроля за оружием в США.
Сам Гленн Бек характеризует себя как консерватора с либертарианским уклоном. Главными ценностями для него являются: частная благотворительность, право на жизнь, свобода вероисповедания, ограниченное в своих полномочиях правительство, и семья, стоящая в основе общества. Бек придерживается идеи низкого национального долга. Также он выступает в поддержку права на индивидуальное хранение оружия и против его контроля.
Гленн Бек не видит каких-либо доказательств того, что человеческая деятельность является причиной глобального потепления. Рассматривал Акт об американской чистой энергии и безопасности как форму перераспределения богатства, также продвигал петицию для отмены Киотского протокола.
Долго время придерживался в вопросе прав американского ЛГБТ сообщества позиций социал-либерализма/классического либертарианства, вместе с тем не считая однополые браки возможной угрозой стране. В 2013 году Бекк поддержал их легализацию и охарактеризовал российские антигейские законы как «гетеро-фашизм».
Несмотря на негативное отношение к нелегальной иммиграции, Гленн Бек летом 2014 года объявил, что его фонд «Mercury One» приложит усилия для обеспечения едой и облегчения жизни детей-мигрантов. Этот поступок был высоко оценен сторонниками прав иммигрантов и свободной миграции, но встретил сильное неодобрение от сторонников журналиста.

### Отношение к прогрессивизму
"В чём разница между коммунизмом или социализмом и прогрессивизмом? Революция или эволюция? Одному нужно оружие, а другой медленно разъедает."
Во время своего выступления в феврале 2010 года на конференции консервативного политического действия (CPAC) Бек начертал слово «прогрессивизм» на доске и провозгласил: «Это болезнь в Америке», позже добавив: «прогрессивизм — это рак в Америке, пожирающий нашу конституцию!» По версии Бека, прогрессивистские идеи Джона Дьюи, Герберта Кроли и Уолтера Липпмана повлияли на президентов Теодора Рузвельта и Вудро Вильсона и в итоге стали основой для «Нового курса» Франклина Рузвельта. Бек отметил, что подобный прогрессивизм поразил обе основные политические партии и угрожает «уничтожить Америку, как первоначально было задумано». В собственной книге Здравый смысл он утверждает, что «прогрессивизм влияет больше не на партии, а на индивидуальностей, стремящихся пересмотреть, перекроить и перестроить Америку в страну, где личные свободы и личная собственность ничего не значат, если они противоречат планам и целям государства».
В список прогрессивистов, названный Беком «Корпорация Преступление», вошли те, кого он подозревает в тайном сговоре с целью захватить и изменить США. В список вошли следующие люди: Касс Санстейн, Ван Джонс, Энди Стерн, Джон Подеста, Уэйд Ратке, Джоэл Роджерс, Френсис Фокс Пивен, Эл Гор, Франклин Рейнс, Морис Стронг, Джордж Сорос, Джон Холдрен и Барак Обама. По версии журналиста, для выполнения собственной повестки эти люди явно или тайно действуют в унисон со следующими корпорациями и объединениями: Goldman Sachs, Fannie Mae, ACORN, Apollo Alliance, Tides Center, Chicago Climate Exchange, Generation Investment Management, Enterprise Community Partners, Petrobras, Center for American Progress и SEIU. В стремлении искоренить «прогрессивистов» Гленн Бек сравнивал себя с израильскими охотниками на нацистов, пообещав на своём радиошоу следующее: «в тот день, когда я умру, я собираюсь быть охотником на прогрессистов. Я собираюсь найти этих людей, сделавших это с нашей страной, и разоблачить их. Меня не волнует, находятся ли они в домах престарелых». В частности, радиоведущий сравнил Эла Гора с нацистом, а ведомую кампанию против глобального потепления — с антиеврейской политикой нацистской Германии.
Прогрессивистский историк Шон Уиленц осудил то, что он охарактеризовал как прогрессистские конспирологические теории Бека и «грубые исторические неточности». При этом он считает, что политический комментатор всего-лишь вторит «ультраправому экстремизму» прошлых десятилетий уровня Общества Джона Бёрча. Согласно Уиленцу, «версия истории» Бека ставит его в длинный ряд людей, бросавших вызов господствующим политическим историкам и представлявших неточное противоположное мнение как правду:
Гленн Бек пытается дать зрителям версию Американской истории, которая якобы скрыта. Мол, все мы, историки, — слева, справа и в центре — последние сто лет занимались укрыванием истинной Американской истории от вас. И что настоящая Американская история — это то, чему учит Гленн Бек. Эта версия истории сверхискажённая. Но, конечно, это то, что Бек ожидает, чтобы мы произнесли. Он живет в некоем мире Алисы в стране чудес, где если люди, по-настоящему знающие историю, говорят, что его учение мусор, он говорит: «Это потому, что вы пытаетесь скрыть правду.»
Бывший спичрайтер президента США Джорджа Буша-младшего и консерватор Дэвид Фрум указал на предрасположенность Бека к нигилизму и отметил: «Бек предлагает историю об американском прошлом для людей, которые чувствуют себя сейчас очень злыми и отчуждёнными. Она отличается от обычного рассказа тем, что он дает им почувствовать, будто они получили доступ к тайным знаниям.»

## Влияние

### Политика и история
"Старое американское мышление, которое Ричард Хофштадтер знаменито назвал параноидальным стилем – в смысле, что масоны, или железные дороги, или Папа Римский, или парни в чёрных вертолётах состоят в лиге, желающей уничтожить страну – снова пылает, раздуваемое справа и слева ... Ни у кого нет лучшего чутья на этот настрой, и никто не использует его лучше, чем Бек. Он самая горячая вещь в гвалте политического разглагольствования, слева или справа."
На Гленна Бека оказал идеологическое влияние плодовитый консервативный политический автор, американский конституционалист и религиозный теоретик Клеон Скусен (1913—2006). Как антикоммунистический сторонник общества Джона Берча, и сторонник ограниченного правительства, Скусен, бывший мормоном, писал по широкому круг вопросов: Шестидневная война, Конец времён, Новый мировой порядок, воспитание. Он считал, что американские политические, социальные и экономические элиты действуют сообща с коммунистами, чтобы навязать мировое правительство для США. Гленн Бек оценил «слова мудрости» Скусена как «божественное откровение», ссылаясь на его книгу Голый коммунист и особенно 5000-летний скачок, which Beck said in 2007 had «changed his life». По словам племянника Клеона — Марка Скусена, Скачок отражает «страсть к конституции США» его дяди, которая по его мнению «была вдохновлена Богом и является причиной успеха нации». Книга была рекомендована Беком как «обязательное чтение» чтобы понять текущий американский политический масштаб и стать «человеком двенадцатого сентября»., также он выступил автором предисловия к изданию «Скачка» 2008 года. В 2010 году Мэттью Континетти из консервативного издания Weekly Standard, критикуя склонность Бека к конспирологии, назвал его «скусенитом». Автор книги Здравая бессмыслица: Гленн Бек и триумф невежества Александр Зайчик считает Скусена «любимым автором Бека и лицом, оказавшим на него влияние», и обращает внимание на тот факт, что тот является автором четырёх из десяти книг, рекомендованных к прочтению в рамках проекта Бека 9-12.
По оценке историка Принстонского университета Шона Уиленца, ключевой идеологической основой мировоззрения Гленна Бека вместе с Клеоном Скусеном является основатель общества Джона Бёрча Робертом Уэлчем-младшим:"[Бек] принёс необёрчистские идеи за рамки той аудитории, о которой Уэлч и Скусен могли только мечтать."
Бек также цитирует в своих программах книги Забытый человек Амити Шлейс, Либеральный фашизм Джоны Голдберга, Патриотическая история Соединённых Штатов Ларри Швейкарта и Майкла Аллена, и Новый курс или кривая дорожка? Как экономическая политика Ф. Рузвельта продлила Великую депрессию Бертона Фолсома. Также он призывал своих слушателей прочесть книгу группы марксистов Дальнейшее восстание, которые по его мнению наблюдают неизбежный крах капиталистической культуры, и Тварь с острова Джекил Эдварда Гриффина, считающего что Федеральная резервная система угрожает экономическим гражданским свободам.
4 июня 2010 года Гленн Бек одобрил работу Элизабет Диллинг 1936 года Красная Сеть: Кто есть кто и справочник радикализма для Патриотов, отметив «эта книга, Красная Сеть, она вышла в 1936 году. Люди — [Джозеф] Маккарти был абсолютно прав … Это те, кто был коммунистами в Америке.» Радиоведущий подвергся критике со стороны многих людей, в том числе Менахема Розензафта и Джо Конасона, заявивших что Диллинг была откровенным антисемитом и сочувствовала нацистам.

### Религия
Гленн Бек приписывает Господу Богу своё спасение от наркомании и алкоголизма, профессионального забвения и одиночества. В 2006 году в Солт-Лейк Сити, штат Юта, он произнёс речь о том, как был «преобразован исцеляющей силой Иисуса Христа». Спустя два года это выступление было выпущено в формате компакт-дисков под названием Непохожий мормон. История обращения Гленна Бека издательской компанией Deseret Book, принадлежащей Церкви Иисуса Христа Святых последних дней.
Писательница Джоанна Брукс утверждает, что Гленн Бек разработал собственную «амальгамацию антикоммунизма» и «теорию заговора уровня „соедини точки“» только после вступления в «глубоко замкнутый мир мормонской мысли и культуры». Она полагает, что его призывы к посту и молитвам основаны на мормонских коллективных постах для решения духовных проблем, в то время как его «откровенная сентиментальность» и склонность к плачу является визитной карточкой «определённого режима мормонской мужественности», где «своевременное проявление умиления является проявлением силы» и духовности. Филип Барлоу с кафедры мормонской истории и культуры Государственного университета Юты считает, что вера Бека в то, что конституция США была «одухотворённым документом», как и призывы к ограничению власти правительства и сохранению Бога в общественной жизни «имеют значительную симпатию в мормонизме». Сам Бек подтвердил, что мормонская «доктрина отличается» от традиционного христианства, но именно это и привлекло его, ибо «для меня некоторые вещи в традиционной доктрине просто не работают.»

## В культуре
- Сериал Самый громкий голос (2019). Роль исполнил Джош Макдермитт.